# Liste des joueurs du RFC Sérésien (17)
Pour les articles homonymes, voir Royal Football Club Seraing.
Cette liste reprend les 258 joueurs de football qui ont évolué au R. FC Sérésien (matricule 17) depuis la fondation du club. Attention, les joueurs de l'actuel R. FC Sérésien (matricule 23, anciennement FC Bressoux et Seraing-RUL) ne peuvent PAS être ajoutés à cette liste.
- Haut – A
- B
- C
- D
- E
- F
- G
- H
- I
- J
- K
- L
- M
- N
- O
- P
- Q
- R
- S
- T
- U
- V
- W
- X
- Y
- Z

## A
| Joueur              | Nationalité | Position  | Date de naissance | Période(s) | Matches (dont D1) | Buts | Jaunes | Rouges |
| ------------------- | ----------- | --------- | ----------------- | ---------- | ----------------- | ---- | ------ | ------ |
| Ismaël Abdellali    | Algérie     | ?         | 4/07/1971         | 1991-1993  | 19 (0)            | 2    | 1      | 0      |
| Lassaâd Abdelli     | Tunisie     | Attaquant | 28/09/1960        | 1988-1989  | 28 (0)            | 5    | 3      | 0      |
| Luc Absil           | Belgique    | ?         | 26/08/1961        | 1985-1986  | 9 (9)             | 0    | 1      | 0      |
| Roberto Alday       | Belgique    | ?         | 23/02/1963        | 1990-1991  | 25 (0)            | 7    | 2      | 0      |
| Luigi Ambrosini     | Italie      | ?         | ?                 | 1958-1959  | 0 (0)             | 0    | 0      | 0      |
| Éric Anciaux        | Belgique    | ?         | 5/08/1964         | 1985-1986  | 10 (10)           | 2    | 0      | 0      |
| Jean-Pierre Andries | Belgique    | ?         | 6/12/1960         | 1986-1989  | 79 (21)           | 1    | 11     | 0      |
| José Asensio        | Espagne     | ?         | 27/02/1948        | 1967-1971  | 0 (0)             | 0    | 0      | 0      |
| Patrick Aussems     | Belgique    | Défenseur | 6/02/1965         | 1989-1991  | 24 (0)            | 0    | 7      | 0      |

## B
| Joueur                    | Nationalité | Position          | Date de naissance | Période(s) | Matches (dont D1) | Buts | Jaunes | Rouges |
| ------------------------- | ----------- | ----------------- | ----------------- | ---------- | ----------------- | ---- | ------ | ------ |
| Istvan Balogh             | Hongrie     | Attaquant         | 11/05/1967        | 1992-1993  | 11 (0)            | 3    | 1      | 0      |
| Christian Baratte         | Belgique    | ?                 | 20/10/1957        | 1979-1981  | 0 (0)             | 0    | 0      | 0      |
| Stéphane Bare             | Belgique    | ?                 | 11/10/1971        | 1995-1996  | 1 (1)             | 0    | 0      | 0      |
| Emile Baresa              | Italie      | Milieu de terrain | 28/08/1943        | 1962-1969  | 25 (0)            | 3    | 0      | 0      |
| Raphaël Barrientos Parra  | Espagne     | ?                 | 21/09/1962        | 1980-1985  | 2 (2)             | 0    | 0      | 0      |
| Willy Bastiaens           | Belgique    | ?                 | 27/05/1923        | 1946-1949  | 0 (0)             | 0    | 0      | 0      |
| Joseph Bastin             | Belgique    | ?                 | ?                 | 1970-1971  | 0 (0)             | 0    | 0      | 0      |
| Robert Bastin             | Belgique    | ?                 | ?                 | 1967-1970  | 0 (0)             | 0    | 0      | 0      |
| Georges Bayard            | Belgique    | ?                 | 8/11/1925         | 1953-1960  | 0 (0)             | 0    | 0      | 0      |
| Pascal Beeken             | Belgique    | ?                 | 12/08/1973        | 1995-1996  | 17 (17)           | 0    | 0      | 0      |
| Fabrice Belde             | Belgique    | ?                 | 20/02/1976        | 1995-1996  | 4 (4)             | 0    | 0      | 0      |
| Jan Benigier              | Pologne     | ?                 | 18/02/1950        | 1980-1981  | 0 (0)             | 0    | 0      | 0      |
| Thierry Bernard           | Belgique    | ?                 | 7/01/1971         | 1988-1991  | 7 (0)             | 1    | 0      | 0      |
| Arrigo Bernardi           | Italie      | ?                 | 26/12/1950        | 1967-1986  | 86 (86)           | 6    | 0      | 1      |
| Jens Jørn Bertelsen       | Danemark    | Milieu de terrain | 15/02/1952        | 1982-1984  | 59 (59)           | 3    | 0      | 0      |
| Alain Bettagno            | Belgique    | Milieu de terrain | 9/11/1968         | 1986-1988  | 39 (10)           | 13   | 3      | 0      |
| Charles Bijnens           | Belgique    | ?                 | ?                 | 1967-1968  | 0 (0)             | 0    | 0      | 0      |
| Patrick Bijnens           | Belgique    | ?                 | 28/08/1962        | 1990-1991  | 7 (0)             | 0    | 0      | 1      |
| André Binet               | Belgique    | ?                 | 23/06/1958        | 1985-1987  | 22 (22)           | 1    | 0      | 0      |
| Roberto Bisconti          | Belgique    | Milieu de terrain | 21/07/1973        | 1995-1996  | 20 (20)           | 2    | 1      | 0      |
| Jules Bocandé             | Sénégal     | Attaquant         | 25/11/1958        | 1982-1984  | 58 (58)           | 20   | 0      | 0      |
| Hugo Borghelooto          | Belgique    | ?                 | 23/02/1938        | 1964-1965  | 2 (0)             | 0    | 0      | 0      |
| Dragan Bosković           | Yougoslavie | Attaquant         | 26/02/1958        | 1989-1990  | 8 (0)             | 1    | 2      | 0      |
| Fabrice Bosny             | Belgique    | Défenseur         | 13/10/1971        | 1990-1993  | 15 (0)            | 1    | 1      | 0      |
| Didier Boulet             | Belgique    | Attaquant         | 18/11/1968        | 1987-1990  | 67 (0)            | 29   | 6      | 1      |
| Jean Boulet               | Belgique    | Attaquant         | 15/01/1942        | 1964-1965  | 29 (0)            | 24   | 0      | 0      |
| Pierre Bourgignon         | Belgique    | ?                 | 14/04/1965        | 1985-1986  | 0 (0)             | 0    | 0      | 0      |
| Jean-Francois Bourguignon | Belgique    | ?                 | 8/07/1950         | 1974-1976  | 0 (0)             | 0    | 0      | 0      |

## C
| Joueur                 | Nationalité | Position          | Date de naissance | Période(s) | Matches (dont D1) | Buts | Jaunes | Rouges |
| ---------------------- | ----------- | ----------------- | ----------------- | ---------- | ----------------- | ---- | ------ | ------ |
| Olivier Carette        | Belgique    | ?                 | 31/12/1967        | 1990-1992  | 43 (0)            | 2    | 2      | 0      |
| Michel Carliez         | Belgique    | ?                 | ?                 | 1967-1969  | 0 (0)             | 0    | 0      | 0      |
| Kristiaan Ceuppens     | Belgique    | Milieu de terrain | 31/10/1959        | 1981-1983  | 0 (0)             | 0    | 0      | 0      |
| Alex Chaves De Andrade | Brésil      | ?                 | 27/08/1971        | 1990-1992  | 31 (0)            | 12   | 1      | 1      |
| Marcel Chevaux         | Belgique    | ?                 | ?                 | 1971-1972  | 0 (0)             | 0    | 0      | 0      |
| Giorgio Chimento       | Belgique    | ?                 | 24/10/1967        | 1984-1990  | 33 (1)            | 2    | 3      | 1      |
| Nico Claesen           | Belgique    | Attaquant         | 1/10/1962         | 1978-1984  | 64 (64)           | 37   | 0      | 2      |
| Michel Collette        | Belgique    | ?                 | 24/02/1969        | 1986-1987  | 0 (0)             | 0    | 0      | 0      |
| Alain Colomberotto     | Belgique    | ?                 | 9/08/1969         | 1988-1990  | 4 (0)             | 0    | 0      | 0      |
| Claude Colsin          | Belgique    | ?                 | ?                 | 1959-1960  | 0 (0)             | 0    | 0      | 0      |
| Robert Coutereels      | Belgique    | ?                 | 16/08/1952        | 1976-1981  | 0 (0)             | 0    | 0      | 0      |
| Luciano Crapa          | Belgique    | ?                 | 10/01/1974        | 1991-1996  | 29 (29)           | 0    | 4      | 1      |
| Frédéric Cremasco      | Belgique    | ?                 | 26/02/1977        | 1995-1996  | 2 (2)             | 0    | 0      | 0      |
| Ido Cremasco           | Italie      | ?                 | 3/08/1952         | 1976-1985  | 85 (85)           | 7    | 0      | 1      |
| Jean Cromps            | Belgique    | ?                 | ?                 | 1964-1972  | 2 (0)             | 0    | 0      | 0      |
| Michel Cromps          | Belgique    | ?                 | ?                 | 1968-1969  | 0 (0)             | 0    | 0      | 0      |
| Jean-Yves Curvers      | Belgique    | ?                 | 26/12/1963        | 1980-1981  | 0 (0)             | 0    | 0      | 0      |

## D
| Joueur               | Nationalité | Position          | Date de naissance | Période(s) | Matches (dont D1) | Buts | Jaunes | Rouges |
| -------------------- | ----------- | ----------------- | ----------------- | ---------- | ----------------- | ---- | ------ | ------ |
| Guy Dardenne         | Belgique    | Milieu de terrain | 19/10/1954        | 1986-1987  | 34 (34)           | 8    | 1      | 0      |
| David Daspremont     | Belgique    | ?                 | 15/03/1976        | 1995-1996  | 1 (1)             | 0    | 0      | 0      |
| Emerson De Almeida   | Brésil      | ?                 | 7/01/1976         | 1991-1992  | 0 (0)             | 0    | 0      | 0      |
| Camille De Faveri    | Italie      | ?                 | 13/07/1939        | 1964-1969  | 12 (0)            | 0    | 0      | 0      |
| Yves De Greef        | Belgique    | ?                 | 29/01/1962        | 1990-1992  | 22 (0)            | 1    | 0      | 0      |
| Alain De Nil         | Belgique    | Milieu de terrain | 17/06/1966        | 1994-1995  | 0 (0)             | 0    | 0      | 0      |
| Robert De Saedeleer  | Belgique    | ?                 | 28/12/1944        | 1964-1968  | 14 (0)            | 0    | 0      | 0      |
| Benjamin Debusschere | Belgique    | Défenseur         | 7/12/1968         | 1992-1996  | 117 (88)          | 2    | 24     | 0      |
| André Dechamps       | Belgique    | ?                 | 6/05/1923         | 1946-1948  | 52 (0)            | 16   | 0      | 0      |
| Philippe Dehard      | Belgique    | ?                 | 26/09/1967        | 1984-1985  | 3 (3)             | 0    | 0      | 0      |
| Jean Dellapina       | Belgique    | ?                 | 17/02/1949        | 1967-1971  | 0 (0)             | 0    | 0      | 0      |
| Emmanuel Delwiche    | Belgique    | ?                 | 30/09/1971        | 1989-1990  | 9 (0)             | 0    | 0      | 0      |
| Hugues Déom          | Belgique    | ?                 | 15/02/1965        | 1982-1987  | 50 (50)           | 11   | 0      | 1      |
| Éric Depireux        | Belgique    | Milieu de terrain | 18/02/1972        | 1991-1992  | 1 (0)             | 0    | 0      | 0      |
| Pierre Destexhe      | Belgique    | ?                 | 16/07/1969        | 1988-1991  | 24 (0)            | 0    | 5      | 0      |
| Jef Dewallef         | Belgique    | ?                 | 29/03/1958        | 1985-1987  | 18 (18)           | 3    | 1      | 0      |
| Jean-Marie Dewalleff | Belgique    | ?                 | 19/08/1958        | 1978-1980  | 0 (0)             | 0    | 0      | 0      |
| Gino Di Stefano      | Italie      | ?                 | 21/03/1942        | 1959-1969  | 19 (0)            | 2    | 0      | 0      |
| Olivier Doll         | Belgique    | Défenseur         | 9/06/1973         | 1989-1994  | 89 (32)           | 0    | 19     | 1      |
| Yvan Doverin         | Belgique    | ?                 | 22/06/1948        | 1968-1978  | 0 (0)             | 0    | 0      | 0      |
| Armand Dradon        | Belgique    | ?                 | 1/10/1940         | 1959-1968  | 30 (0)            | 0    | 0      | 0      |
| Jean-Paul Duchesne   | Belgique    | ?                 | ?                 | 1970-1971  | 0 (0)             | 0    | 0      | 0      |
| Philippe Duchesne    | Belgique    | ?                 | ?                 | 1968-1970  | 0 (0)             | 0    | 0      | 0      |
| Rudy Ducoulombier    | Belgique    | ?                 | 27/08/1964        | 1994-1996  | 47 (47)           | 1    | 3      | 0      |
| Patrick Dupas        | Belgique    | ?                 | 12/11/1959        | 1987-1990  | 56 (0)            | 3    | 0      | 0      |
| Jules Dupont         | Belgique    | ?                 | ?                 | 1946-1954  | 0 (0)             | 0    | 0      | 0      |
| Mathieu Dupont       | Belgique    | ?                 | ?                 | 1964-1965  | 1 (0)             | 0    | 0      | 0      |
| Serge Duvernois      | France      | ?                 | 2/08/1960         | 1984-1985  | 27 (27)           | 0    | 0      | 0      |

## E
| Joueur               | Nationalité | Position | Date de naissance | Période(s) | Matches (dont D1) | Buts | Jaunes | Rouges |
| -------------------- | ----------- | -------- | ----------------- | ---------- | ----------------- | ---- | ------ | ------ |
| Paulo Da Silva Edson | Brésil      | ?        | 22/02/1976        | 1993-1996  | 16 (16)           | 1    | 1      | 0      |
| Anthony Englebert    | Belgique    | ?        | 18/12/1961        | 1985-1990  | 97 (50)           | 2    | 13     | 1      |
| Philip Ennekens      | Belgique    | ?        | 28/01/1960        | 1983-1984  | 5 (5)             | 0    | 0      | 0      |
| André Ernotte        | Belgique    | ?        | 12/10/1928        | 1953-1956  | 0 (0)             | 0    | 0      | 0      |

## F
| Joueur                         | Nationalité | Position          | Date de naissance | Période(s) | Matches (dont D1) | Buts | Jaunes | Rouges |
| ------------------------------ | ----------- | ----------------- | ----------------- | ---------- | ----------------- | ---- | ------ | ------ |
| Werner Fastre                  | Belgique    | ?                 | 6/08/1954         | 1980-1981  | 21 (0)            | 2    | 0      | 0      |
| Philippe Feller                | Belgique    | ?                 | 20/01/1964        | 1982-1985  | 0 (0)             | 0    | 0      | 0      |
| Jacques Fermont                | Belgique    | ?                 | 28/09/1965        | 1981-1985  | 29 (29)           | 0    | 0      | 1      |
| Emilio Ferrera                 | Belgique    | ?                 | 19/06/1967        | 1990-1991  | 0 (0)             | 0    | 0      | 0      |
| Giovanni Fimiani               | Italie      | ?                 | 27/12/1958        | 1980-1985  | 32 (32)           | 1    | 0      | 0      |
| Ronald Foguenne                | Belgique    | Milieu de terrain | 10/08/1970        | 1993-1994  | 31 (29)           | 3    | 3      | 0      |
| John Franck                    | Belgique    | ?                 | ?                 | 1953-1955  | 0 (0)             | 0    | 0      | 0      |
| Ante Franic                    | Belgique    | ?                 | 11/04/1929        | 1953-1958  | 0 (0)             | 0    | 0      | 0      |
| Franky Frans                   | Belgique    | Gardien de but    | 27/02/1966        | 1989-1991  | 49 (0)            | 0    | 0      | 0      |
| Didier Frenay                  | Belgique    | ?                 | 9/04/1966         | 1983-1987  | 51 (51)           | 0    | 1      | 0      |
| Emilio Arturo Fuentes-Allendes | Belgique    | ?                 | 31/08/1972        | 1989-1990  | 11 (0)            | 1    | 2      | 1      |

## G
| Joueur                     | Nationalité | Position  | Date de naissance | Période(s) | Matches (dont D1) | Buts | Jaunes | Rouges |
| -------------------------- | ----------- | --------- | ----------------- | ---------- | ----------------- | ---- | ------ | ------ |
| Mario Gagliardi            | Italie      | ?         | 13/03/1950        | 1967-1978  | 0 (0)             | 0    | 0      | 0      |
| Renato Gazzotti            | Belgique    | ?         | 28/11/1969        | 1986-1987  | 0 (0)             | 0    | 0      | 0      |
| Serge Gehoulet             | Belgique    | ?         | 22/10/1961        | 1982-1983  | 0 (0)             | 0    | 0      | 0      |
| Herman Geunens             | Belgique    | ?         | 20/03/1935        | 1958-1970  | 13 (0)            | 1    | 0      | 0      |
| Stefano Ghiro              | Belgique    | ?         | 2/09/1972         | 1992-1994  | 26 (0)            | 8    | 3      | 0      |
| Delima Henrique Gildenberg | Brésil      | ?         | 30/06/1963        | 1987-1992  | 12 (0)            | 2    | 2      | 0      |
| Philippe Goffin            | Belgique    | ?         | 23/11/1957        | 1980-1983  | 42 (2)            | 4    | 0      | 0      |
| André Gomant               | Belgique    | ?         | 26/08/1929        | 1953-1960  | 0 (0)             | 0    | 0      | 0      |
| Pedro Jose Gomez Vadillo   | Belgique    | ?         | 8/03/1965         | 1986-1987  | 15 (15)           | 0    | 1      | 0      |
| Michaël Goossens           | Belgique    | Attaquant | 30/11/1973        | 1989-1990  | 6 (0)             | 3    | 0      | 0      |
| Patrick Gorez              | Belgique    | Attaquant | 12/07/1955        | 1981-1984  | 91 (66)           | 16   | 0      | 0      |
| Richard Grailet            | Belgique    | ?         | ?                 | 1968-1969  | 0 (0)             | 0    | 0      | 0      |
| Marc Grosjean              | Belgique    | Défenseur | 11/09/1958        | 1979-1989  | 211 (157)         | 0    | 22     | 0      |
| Daniel Guellen             | Belgique    | ?         | 10/02/1955        | 1975-1976  | 0 (0)             | 0    | 0      | 0      |
| Stéphane Guidi             | Belgique    | ?         | 9/08/1975         | 1995-1996  | 3 (3)             | 0    | 0      | 0      |

## H
| Joueur            | Nationalité | Position       | Date de naissance | Période(s) | Matches (dont D1) | Buts | Jaunes | Rouges |
| ----------------- | ----------- | -------------- | ----------------- | ---------- | ----------------- | ---- | ------ | ------ |
| Éric Habran       | Belgique    | ?              | 13/08/1966        | 1984-1985  | 1 (1)             | 0    | 0      | 0      |
| Éric Hainaut      | Belgique    | ?              | 3/07/1961         | 1982-1983  | 0 (0)             | 0    | 0      | 0      |
| Frédéric Halleux  | Belgique    | Gardien de but | 7/12/1969         | 1986-1989  | 42 (0)            | 0    | 2      | 0      |
| Renaud Hayart     | Belgique    | ?              | ?                 | 1967-1972  | 0 (0)             | 0    | 0      | 0      |
| Harald Heinen     | Allemagne   | Gardien de but | 7/06/1966         | 1990-1996  | 85 (43)           | 0    | 2      | 0      |
| Franjo Horvat     | Yougoslavie | Gardien de but | 8/09/1946         | 1980-1982  | 0 (0)             | 0    | 0      | 0      |
| François Horvath  | Belgique    | ?              | 23/03/1969        | 1986-1987  | 0 (0)             | 0    | 0      | 0      |
| Jean-Marie Houben | Belgique    | Défenseur      | 24/11/1966        | 1993-1995  | 17 (17)           | 1    | 0      | 0      |
| Marc Huysmans     | Belgique    | Gardien de but | 5/04/1961         | 1994-1995  | 8 (8)             | 0    | 0      | 0      |

## I
| Joueur           | Nationalité | Position          | Date de naissance | Période(s) | Matches (dont D1) | Buts | Jaunes | Rouges |
| ---------------- | ----------- | ----------------- | ----------------- | ---------- | ----------------- | ---- | ------ | ------ |
| Magalhaes Isaias | Brésil      | Milieu de terrain | 29/11/1973        | 1990-1995  | 97 (50)           | 14   | 21     | 2      |

## J
| Joueur          | Nationalité | Position | Date de naissance | Période(s) | Matches (dont D1) | Buts | Jaunes | Rouges |
| --------------- | ----------- | -------- | ----------------- | ---------- | ----------------- | ---- | ------ | ------ |
| Thierry Jourdan | Belgique    | ?        | 11/01/1965        | 1985-1986  | 4 (4)             | 0    | 1      | 0      |

## K
| Joueur               | Nationalité                      | Position          | Date de naissance | Période(s) | Matches (dont D1) | Buts | Jaunes | Rouges |
| -------------------- | -------------------------------- | ----------------- | ----------------- | ---------- | ----------------- | ---- | ------ | ------ |
| Eugène Kabongo Ngoy  | République démocratique du Congo | Attaquant         | 3/11/1960         | 1983-1985  | 27 (27)           | 20   | 0      | 1      |
| Emmanuel Karagiannis | Belgique                         | Milieu de terrain | 22/11/1966        | 1992-1995  | 90 (63)           | 4    | 22     | 1      |
| Thierry Kempeneers   | Belgique                         | Milieu de terrain | 8/11/1972         | 1989-1990  | 4 (0)             | 0    | 0      | 0      |
| Peter Kerremans      | Belgique                         | Gardien de but    | 2/02/1961         | 1981-1986  | 135 (135)         | 0    | 2      | 1      |
| Serge-Didier Kimoni  | Belgique                         | Défenseur         | 8/03/1965         | 1982-1996  | 187 (137)         | 8    | 20     | 2      |
| Jacques Kingambo     | République démocratique du Congo | ?                 | 4/01/1962         | 1984-1987  | 84 (84)           | 7    | 7      | 1      |
| Léopold Knuts        | Belgique                         | ?                 | 4/09/1909         | 1951-1954  | 0 (0)             | 0    | 0      | 0      |
| Ján Kozák            | Tchécoslovaquie                  | ?                 | 17/04/1954        | 1985-1986  | 10 (10)           | 1    | 0      | 0      |

## L
| Joueur               | Nationalité                      | Position          | Date de naissance | Période(s) | Matches (dont D1) | Buts | Jaunes | Rouges |
| -------------------- | -------------------------------- | ----------------- | ----------------- | ---------- | ----------------- | ---- | ------ | ------ |
| Bernard Lacanne      | Belgique                         | ?                 | 5/06/1964         | 1982-1983  | 1 (1)             | 0    | 0      | 0      |
| Istvan Lakner        | Hongrie                          | Milieu de terrain | 21/04/1953        | 1980-1983  | 19 (19)           | 3    | 0      | 0      |
| Joseph Lalieux       | Belgique                         | ?                 | ?                 | 1968-1972  | 0 (0)             | 0    | 0      | 0      |
| Jacques Lambotte     | Belgique                         | ?                 | 20/07/1949        | 1971-1975  | 0 (0)             | 0    | 0      | 0      |
| Axel Lawarée         | Belgique                         | Attaquant         | 9/10/1973         | 1990-1996  | 99 (73)           | 27   | 6      | 0      |
| Alain Legge          | Belgique                         | Gardien de but    | 4/03/1958         | 1986-1987  | 20 (20)           | 0    | 0      | 0      |
| Claude Liboy         | Belgique                         | ?                 | ?                 | 1967-1969  | 0 (0)             | 0    | 0      | 0      |
| Louis Liboy          | Belgique                         | ?                 | ?                 | 1968-1969  | 0 (0)             | 0    | 0      | 0      |
| Sébastien Littera    | Italie                           | ?                 | 19/08/1967        | 1984-1987  | 3 (3)             | 0    | 0      | 0      |
| Marco Lopez Miralles | Belgique                         | ?                 | 19/01/1967        | 1983-1987  | 4 (4)             | 0    | 0      | 0      |
| Roger Lukaku         | République démocratique du Congo | Attaquant         | 6/06/1967         | 1993-1995  | 60 (60)           | 27   | 3      | 0      |
| Freddy Luyckx        | Belgique                         | ?                 | 17/01/1959        | 1981-1984  | 63 (63)           | 4    | 0      | 0      |

## M
| Joueur                           | Nationalité                      | Position          | Date de naissance | Période(s) | Matches (dont D1) | Buts | Jaunes | Rouges |
| -------------------------------- | -------------------------------- | ----------------- | ----------------- | ---------- | ----------------- | ---- | ------ | ------ |
| Vincent Machiels                 | Belgique                         | Défenseur         | 16/09/1965        | 1982-1983  | 10 (10)           | 0    | 0      | 0      |
| Jean-Marc Madej                  | Belgique                         | ?                 | 20/07/1966        | 1985-1989  | 24 (0)            | 0    | 4      | 1      |
| Jean-Baptiste Makukula Kuyangana | Zaïre                            | ?                 | 22/04/1960        | 1985-1986  | 12 (12)           | 1    | 0      | 0      |
| Pascal Maréchal                  | Belgique                         | ?                 | 20/07/1970        | 1990-1991  | 8 (0)             | 0    | 0      | 0      |
| Yves Maréchal                    | Belgique                         | ?                 | 29/01/1959        | 1980-1981  | 0 (0)             | 0    | 0      | 0      |
| Jean-Paul Massignani             | Belgique                         | ?                 | 2/09/1960         | 1980-1981  | 0 (0)             | 0    | 0      | 0      |
| Guy Mathot                       | Belgique                         | ?                 | 5/09/1957         | 1980-1981  | 0 (0)             | 0    | 0      | 0      |
| Ngasa-Wilma Mayamba              | République du Congo              | Milieu de terrain | 21/03/1963        | 1985-1986  | 11 (11)           | 2    | 1      | 0      |
| José Megido                      | Espagne                          | ?                 | ?                 | 1984-1987  | 1 (1)             | 0    | 0      | 0      |
| Karim M'Goghi                    | Belgique                         | Milieu de terrain | 17/04/1971        | 1990-1993  | 79 (0)            | 8    | 4      | 0      |
| Raphaël Miceli                   | Belgique                         | Milieu de terrain | 30/04/1976        | 1995-1996  | 24 (24)           | 2    | 1      | 0      |
| Dominique Michel                 | Belgique                         | Gardien de but    | 20/09/1964        | 1983-1985  | 2 (2)             | 0    | 0      | 0      |
| Jean Michel                      | Belgique                         | ?                 | ?                 | 1967-1969  | 0 (0)             | 0    | 0      | 0      |
| Jean-Claude Mihaljevic-Kosic     | Belgique                         | ?                 | 6/08/1965         | 1982-1984  | 0 (0)             | 0    | 0      | 0      |
| Marco Minelli                    | Belgique                         | ?                 | 11/05/1967        | 1983-1986  | 5 (5)             | 0    | 0      | 0      |
| Hervé Moës                       | Belgique                         | ?                 | 30/10/1929        | 1957-1960  | 0 (0)             | 0    | 0      | 0      |
| Conceico Moreira De oliveira     | Brésil                           | ?                 | 12/06/1973        | 1990-1993  | 7 (0)             | 0    | 1      | 0      |
| Pierre Mousson                   | Belgique                         | ?                 | 5/05/1974         | 1991-1992  | 0 (0)             | 0    | 0      | 0      |
| Dany Muniken                     | Belgique                         | ?                 | 18/12/1967        | 1986-1993  | 132 (0)           | 3    | 16     | 3      |
| Kalambay Mutombo                 | République démocratique du Congo | ?                 | 2/10/1961         | 1986-1987  | 0 (0)             | 0    | 0      | 0      |

## N
| Joueur               | Nationalité         | Position  | Date de naissance | Période(s) | Matches (dont D1) | Buts | Jaunes | Rouges |
| -------------------- | ------------------- | --------- | ----------------- | ---------- | ----------------- | ---- | ------ | ------ |
| Pascal Neuville      | Belgique            | ?         | 9/12/1962         | 1981-1984  | 23 (23)           | 1    | 0      | 0      |
| Jean Neys            | Belgique            | ?         | 8/09/1943         | 1959-1963  | 0 (0)             | 0    | 0      | 0      |
| Anges Ngapy          | République du Congo | Attaquant | 2/03/1963         | 1985-1993  | 100 (43)          | 32   | 9      | 5      |
| Danny Mansoni Ngombo | Zaïre               | Défenseur | 25/10/1963        | 1992-1996  | 132 (102)         | 1    | 6      | 0      |
| Michel Ngonge        | Zaïre               | Attaquant | 10/01/1967        | 1990-1992  | 34 (0)            | 8    | 7      | 2      |
| Francis Nicolay      | Belgique            | ?         | 23/04/1944        | 1964-1970  | 28 (0)            | 28   | 0      | 0      |
| Arthur Nijs          | Belgique            | ?         | 25/06/1932        | 1951-1959  | 0 (0)             | 0    | 0      | 0      |
| Paul Nijsten         | Belgique            | ?         | 4/08/1954         | 1977-1978  | 0 (0)             | 0    | 0      | 0      |

## O
| Joueur              | Nationalité | Position       | Date de naissance | Période(s) | Matches (dont D1) | Buts | Jaunes | Rouges |
| ------------------- | ----------- | -------------- | ----------------- | ---------- | ----------------- | ---- | ------ | ------ |
| Juan Carlos Oblitas | Pérou       | Attaquant      | 16/02/1952        | 1980-1984  | 56 (56)           | 6    | 0      | 1      |
| Luc Olivier         | Belgique    | ?              | 16/05/1967        | 1985-1990  | 68 (7)            | 1    | 12     | 0      |
| Domenico Olivieri   | Italie      | Défenseur      | 16/01/1968        | 1990-1994  | 54 (8)            | 2    | 6      | 0      |
| Lars Olsen          | Danemark    | Attaquant      | 2/02/1961         | 1992-1994  | 62 (32)           | 1    | 4      | 0      |
| Serge Onclin        | Belgique    | Gardien de but | 25/12/1962        | 1985-1986  | 0 (0)             | 0    | 0      | 0      |
| Paul Op De Beeck    | Belgique    | ?              | 7/06/1959         | 1982-1983  | 6 (6)             | 0    | 0      | 0      |

## P
| Joueur                  | Nationalité | Position          | Date de naissance | Période(s) | Matches (dont D1) | Buts | Jaunes | Rouges |
| ----------------------- | ----------- | ----------------- | ----------------- | ---------- | ----------------- | ---- | ------ | ------ |
| Albert Paeschen         | Belgique    | ?                 | 13/10/1927        | 1951-1952  | 0 (0)             | 0    | 0      | 0      |
| Jean-Claude Pagal       | Cameroun    | Défenseur         | 15/09/1964        | 1995-1996  | 7 (7)             | 1    | 1      | 0      |
| Olivier Pagnoul         | Belgique    | ?                 | ?                 | 1984-1985  | 1 (1)             | 0    | 0      | 0      |
| Didier Panzokou         | Belgique    | ?                 | 21/03/1969        | 1985-1991  | 55 (0)            | 0    | 6      | 0      |
| Lucien Paquot           | Belgique    | ?                 | ?                 | 1964-1965  | 1 (0)             | 0    | 0      | 0      |
| Pierre Paquot           | Belgique    | ?                 | ?                 | 1958-1959  | 0 (0)             | 0    | 0      | 0      |
| Edgardo Dario Parisi    | Argentine   | ?                 | 18/12/1971        | 1990-1994  | 52 (0)            | 16   | 1      | 1      |
| Daniel Pasmans          | Belgique    | Gardien de but    | ?                 | 1984-1986  | 0 (0)             | 0    | 0      | 0      |
| Edmilson Paulo da Silva | Brésil      | Milieu de terrain | 16/04/1968        | 1990-1996  | 136 (79)          | 66   | 15     | 3      |
| Albert Piroton          | Belgique    | ?                 | 18/08/1955        | 1980-1983  | 7 (7)             | 0    | 0      | 0      |
| François Pomini         | Belgique    | Milieu de terrain | 19/01/1953        | 1983-1984  | 30 (30)           | 4    | 0      | 0      |
| Gaetano Pozzi           | Belgique    | ?                 | ?                 | 1976-1980  | 0 (0)             | 0    | 0      | 0      |

## Q
| Joueur       | Nationalité | Position  | Date de naissance | Période(s) | Matches (dont D1) | Buts | Jaunes | Rouges |
| ------------ | ----------- | --------- | ----------------- | ---------- | ----------------- | ---- | ------ | ------ |
| Didier Quain | Belgique    | Défenseur | 15/12/1960        | 1994-1996  | 47 (47)           | 0    | 2      | 2      |

## R
| Joueur                     | Nationalité | Position       | Date de naissance | Période(s) | Matches (dont D1) | Buts | Jaunes | Rouges |
| -------------------------- | ----------- | -------------- | ----------------- | ---------- | ----------------- | ---- | ------ | ------ |
| Alexandre Rapace           | Belgique    | ?              | 12/01/1976        | 1991-1995  | 0 (0)             | 0    | 0      | 0      |
| Guy Raskin                 | Belgique    | Gardien de but | 10/06/1936        | 1959-1969  | 30 (0)            | 0    | 0      | 0      |
| Michel Rasquin             | Belgique    | Défenseur      | 20/02/1964        | 1986-1989  | 67 (31)           | 6    | 6      | 0      |
| Marcello Reggiardo         | Argentine   | Attaquant      | 30/06/1965        | 1991-1992  | 11 (0)            | 5    | 0      | 0      |
| Daniel Renson              | Belgique    | ?              | 8/07/1942         | 1964-1967  | 12 (0)            | 0    | 0      | 0      |
| Carlos Ribeiro Pereira     | Brésil      | Défenseur      | 10/10/1974        | 1995-1996  | 14 (14)           | 0    | 1      | 0      |
| Claude Riga                | Belgique    | ?              | 30/11/1947        | 1964-1970  | 1 (0)             | 0    | 0      | 0      |
| Raimundino Rodrigues Lopes | Brésil      | ?              | 20/02/1965        | 1990-1993  | 46 (0)            | 8    | 5      | 1      |
| Percy Rojas                | Pérou       | Attaquant      | 16/09/1949        | 1980-1982  | 0 (0)             | 21   | 0      | 0      |
| Robert Roosbeeck           | Belgique    | Gardien de but | 27/03/1942        | 1967-1972  | 0 (0)             | 0    | 0      |        |
| Thierry Rouyr              | Belgique    | Défenseur      | 11/09/1966        | 1984-1987  | 91 (91)           | 1    | 4      | 0      |
| André Royer                | Belgique    | ?              | 19/10/1935        | 1953-1969  | 29 (0)            | 2    | 0      | 0      |
| André Roymans              | Belgique    | ?              | ?                 | 1955-1956  | 0 (0)             | 0    | 0      | 0      |
| Marinko Rupcic             | Yougoslavie | ?              | 5/05/1955         | 1980-1987  | 141 (141)         | 1    | 7      | 1      |

## S
| Joueur                   | Nationalité | Position          | Date de naissance | Période(s)           | Matches (dont D1) | Buts | Jaunes | Rouges |
| ------------------------ | ----------- | ----------------- | ----------------- | -------------------- | ----------------- | ---- | ------ | ------ |
| Pombolo Sadi Wa          | Zaïre       | Attaquant         | 28/08/1962        | 1983-1985            | 26 (26)           | 4    | 0      | 0      |
| Edivaldo Santana-Luis    | Belgique    | ?                 | 16/05/1962        | 1987-1991            | 75 (0)            | 4    | 12     | 1      |
| Marc Schaessens          | Belgique    | Milieu de terrain | 14/09/1968        | 1994-1995            | 30 (30)           | 1    | 3      | 0      |
| Eddy Sepul               | Belgique    | Milieu de terrain | 30/09/1964        | 1980-1985, 1986-1988 | 17 (17)           | 1    | 2      | 0      |
| Fiorenzo Serchia         | Belgique    | Milieu de terrain | 26/09/1972        | 1989-1992            | 38 (0)            | 6    | 0      | 0      |
| Albert Servais           | Belgique    | ?                 | 10/02/1957        | 1979-1980            | 0 (0)             | 0    | 0      | 0      |
| Olafur Sigurvinsson      | Islande     | ?                 | ?                 | 1979-1980            | 0 (0)             | 0    | 0      | 0      |
| Pierre Silliard          | Belgique    | ?                 | 8/03/1958         | 1987-1990            | 69 (0)            | 3    | 4      | 0      |
| Serge Sironval           | Belgique    | Gardien de but    | 3/09/1971         | 1993-1994            | 2 (2)             | 0    | 0      | 0      |
| Mehmed Sljivo            | Yougoslavie | ?                 | 1/01/1948         | 1979-1981            | 0 (0)             | 0    | 0      | 0      |
| Marcel Smal              | Belgique    | ?                 | ?                 | 1968-1969            | 0 (0)             | 0    | 0      | 0      |
| Stéphan Sombreffe        | Belgique    | ?                 | 21/08/1974        | 1994-1995            | 2 (2)             | 0    | 0      | 0      |
| Éric Spronck             | Belgique    | ?                 | 27/11/1963        | 1980-1984            | 3 (3)             | 0    | 0      | 0      |
| Laurent Stas De Richelle | Belgique    | ?                 | 12/03/1966        | 1985-1990            | 107 (36)          | 5    | 11     | 0      |
| Willy Stevaert           | Belgique    | ?                 | 1/01/1960         | 1987-1988            | 17 (0)            | 0    | 0      | 0      |
| Ranko Stojić             | Yougoslavie | Gardien de but    | 18/01/1959        | 1992-1994            | 63 (33)           | 0    | 6      | 0      |
| Stéphane Stoklosa        | Belgique    | Gardien de but    | 24/01/1971        | 1987-1992            | 2 (0)             | 0    | 0      | 0      |
| David Swerdfegers        | Belgique    | ?                 | 30/10/1974        | 1993-1996            | 16 (16)           | 1    | 0      | 0      |

## T
| Joueur            | Nationalité | Position | Date de naissance | Période(s) | Matches (dont D1) | Buts | Jaunes | Rouges |
| ----------------- | ----------- | -------- | ----------------- | ---------- | ----------------- | ---- | ------ | ------ |
| Serge Takacs      | Belgique    | ?        | 2/11/1962         | 1985-1986  | 5 (5)             | 1    | 1      | 0      |
| Patrick Teppers   | Belgique    | ?        | 30/07/1964        | 1993-1996  | 100 (100)         | 11   | 9      | 1      |
| Bruno Thoelen     | Belgique    | ?        | 18/06/1964        | 1985-1986  | 28 (28)           | 1    | 3      | 0      |
| Lilian Thonet     | Belgique    | ?        | 7/05/1977         | 1995-1996  | 3 (3)             | 0    | 0      | 0      |
| Alain Tomasetic   | Belgique    | ?        | 7/08/1960         | 1979-1980  | 0 (0)             | 0    | 0      | 0      |
| Victor Tomasetig  | Belgique    | ?        | 23/02/1934        | 1955-1968  | 28 (0)            | 11   | 0      | 0      |
| Daniel Toussaint  | Belgique    | ?        | 26/07/1956        | 1985-1987  | 19 (19)           | 0    | 3      | 0      |
| Harald Toussaint  | Belgique    | ?        | 11/06/1944        | 1970-1971  | 0 (0)             | 0    | 0      | 0      |
| Marc Toussaint    | Belgique    | ?        | 26/04/1940        | 1967-1970  | 0 (0)             | 0    | 0      | 0      |
| Vincent Toussaint | Belgique    | ?        | 14/08/1967        | 1984-1988  | 14 (10)           | 0    | 0      | 0      |

## V
| Joueur                 | Nationalité | Position  | Date de naissance | Période(s) | Matches (dont D1) | Buts | Jaunes | Rouges |
| ---------------------- | ----------- | --------- | ----------------- | ---------- | ----------------- | ---- | ------ | ------ |
| Freddy Vaes            | Belgique    | ?         | ?                 | 1968-1972  | 0 (0)             | 0    | 0      | 0      |
| Alan Valcarcel         | Belgique    | ?         | 7/02/1969         | 1990-1991  | 5 (0)             | 1    | 0      | 0      |
| André Van Baelen       | Belgique    | ?         | 17/08/1953        | 1982-1983  | 0 (0)             | 0    | 0      | 0      |
| Sébastien Van Hee      | Belgique    | Défenseur | 08/10/1968        | 1986-1991  | 20 (0)            | 2    | 4      | 0      |
| Jean Van Herck         | Belgique    | ?         | 6/07/1934         | 1959-1965  | 24 (0)            | 0    | 0      | 0      |
| Johan Van Looy         | Belgique    | ?         | 16/12/1962        | 1985-1986  | 11 (11)           | 0    | 0      | 0      |
| Léon Van Rymenam       | Belgique    | ?         | 6/02/1940         | 1960-1969  | 27 (0)            | 6    | 0      | 0      |
| Christophe Vandenbergh | Belgique    | ?         | 9/09/1974         | 1994-1996  | 36 (36)           | 1    | 4      | 1      |
| Yves Vanderveeren      | Belgique    | ?         | 27/01/1962        | 1990-1993  | 46 (0)            | 1    | 11     | 2      |
| Johan Vanheusden       | Belgique    | ?         | 25/04/1968        | 1993-1995  | 1 (1)             | 0    | 0      | 0      |
| Rémi Vanheusden        | Belgique    | ?         | 20/04/1952        | 1978-1981  | 0 (0)             | 0    | 0      | 0      |
| Zvonko Varga           | Yougoslavie | Attaquant | 27/11/1959        | 1993-1994  | 24 (24)           | 2    | 1      | 0      |
| Philippe Veldic        | Belgique    | ?         | 3/08/1971         | 1987-1988  | 8 (0)             | 0    | 1      | 0      |
| Gustave Verdin         | Belgique    | ?         | ?                 | 1967-1968  | 0 (0)             | 0    | 0      | 0      |
| Eric Vereecken         | Belgique    | ?         | 1/08/1962         | 1980-1981  | 0 (0)             | 0    | 0      | 0      |
| Patrice Verlaine       | Belgique    | ?         | 2/07/1958         | 1980-1981  | 0 (0)             | 0    | 0      | 0      |
| Jean-Marc Voets        | Belgique    | ?         | 3/07/1963         | 1983-1984  | 1 (1)             | 0    | 0      | 0      |
| Igor Vrablic           | Canada      | Attaquant | 19/07/1965        | 1985-1986  | 14 (14)           | 3    | 0      | 0      |

## W
| Joueur                         | Nationalité | Position          | Date de naissance | Période(s) | Matches (dont D1) | Buts | Jaunes | Rouges |
| ------------------------------ | ----------- | ----------------- | ----------------- | ---------- | ----------------- | ---- | ------ | ------ |
| Montero Luis Wagner            | Belgique    | ?                 | 10/06/1972        | 1990-1991  | 1 (0)             | 0    | 0      | 0      |
| Sousa Campos Wamberto de Jesus | Belgique    | Milieu de terrain | 13/12/1974        | 1991-1996  | 135 (86)          | 26   | 16     | 2      |
| Louis Warnotte                 | Belgique    | ?                 | ?                 | 1967-1969  | 0 (0)             | 0    | 0      | 0      |
| Achilles Wertz                 | Belgique    | ?                 | 14/09/1921        | 1945-1954  | 0 (0)             | 0    | 0      | 0      |
| Maurice Wéry                   | Belgique    | ?                 | 19/04/1951        | 1974-1977  | 0 (0)             | 0    | 0      | 0      |
| Benoît Winand                  | Belgique    | ?                 | 22/05/1962        | 1980-1981  | 0 (0)             | 0    | 0      | 0      |
| Ian Wright                     | Belgique    | ?                 | ?                 | 1964-1971  | 3 (0)             | 0    | 0      | 0      |

## Z
| Joueur      | Nationalité | Position          | Date de naissance | Période(s) | Matches (dont D1) | Buts | Jaunes | Rouges |
| ----------- | ----------- | ----------------- | ----------------- | ---------- | ----------------- | ---- | ------ | ------ |
| Kim Ziegler | Danemark    | Milieu de terrain | 29/12/1958        | 1982-1983  | 19 (19)           | 0    | 0      | 0      |

### Sources
- (nl) « Liste des joueurs du club », sur Belgian Soccer Database